# 千葉寺駅

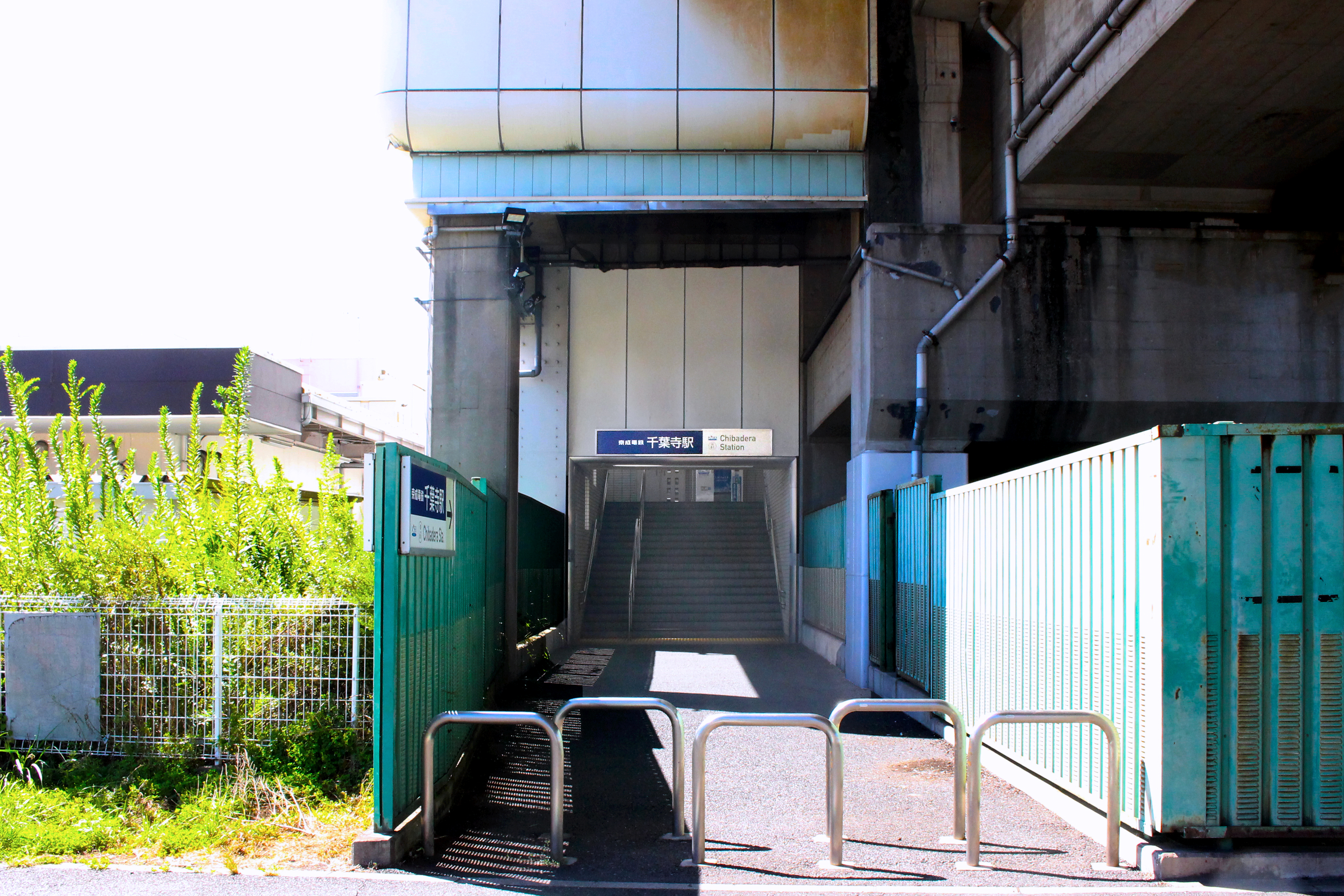
南口（2024年9月）

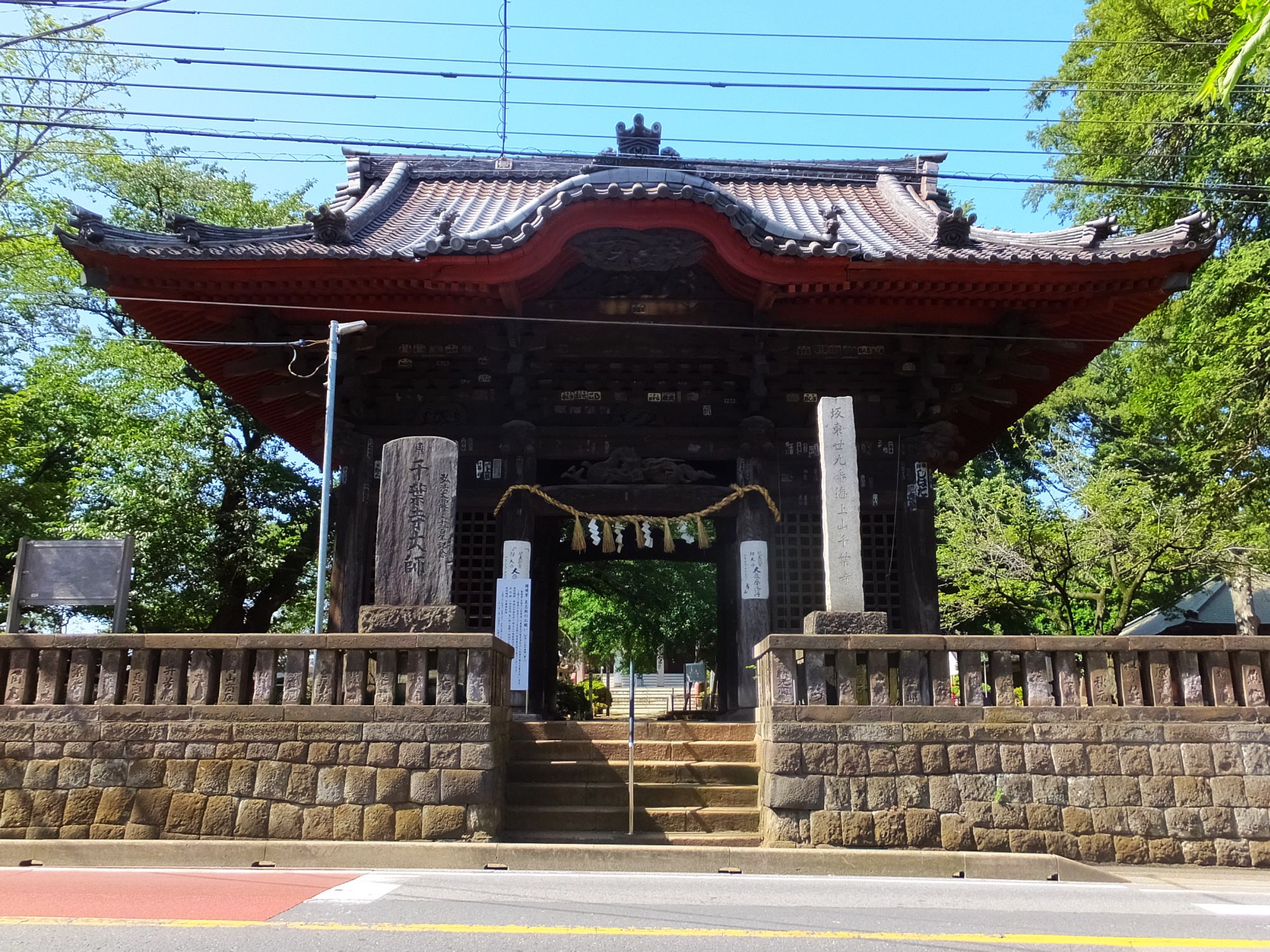
千葉寺（せんようじ）

千葉寺駅（ちばでらえき）は、千葉県千葉市中央区千葉寺町にある、京成電鉄千原線の駅である。駅番号はKS61。

## 歴史
かつて、京成本線のバイパス路線として東陽町から当駅までの新線が計画されていた。計画されていたルートは現在の京葉線に近いものだった。
千葉都市モノレール1号線が県庁前駅から延伸する際に当駅で接続する予定であった。しかし、建設費の問題から当駅を通らないルートとなり、その後凍結された。
- 1992年（平成4年）4月1日：千葉急行電鉄千葉急行線の駅として開業[1]。
- 1998年（平成10年）10月1日：千葉急行電鉄の京成電鉄への事業譲渡により、京成電鉄千原線の駅となる。

## 駅構造
単式ホーム1面1線を有する高架駅。将来の千原線複線化の際には相対式ホーム2面2線とすることが可能な構造であるが、上り線側にあたるホームは閉鎖されており線路も未敷設である。駅前後の高架橋はホーム延伸に備えた形状となっている。

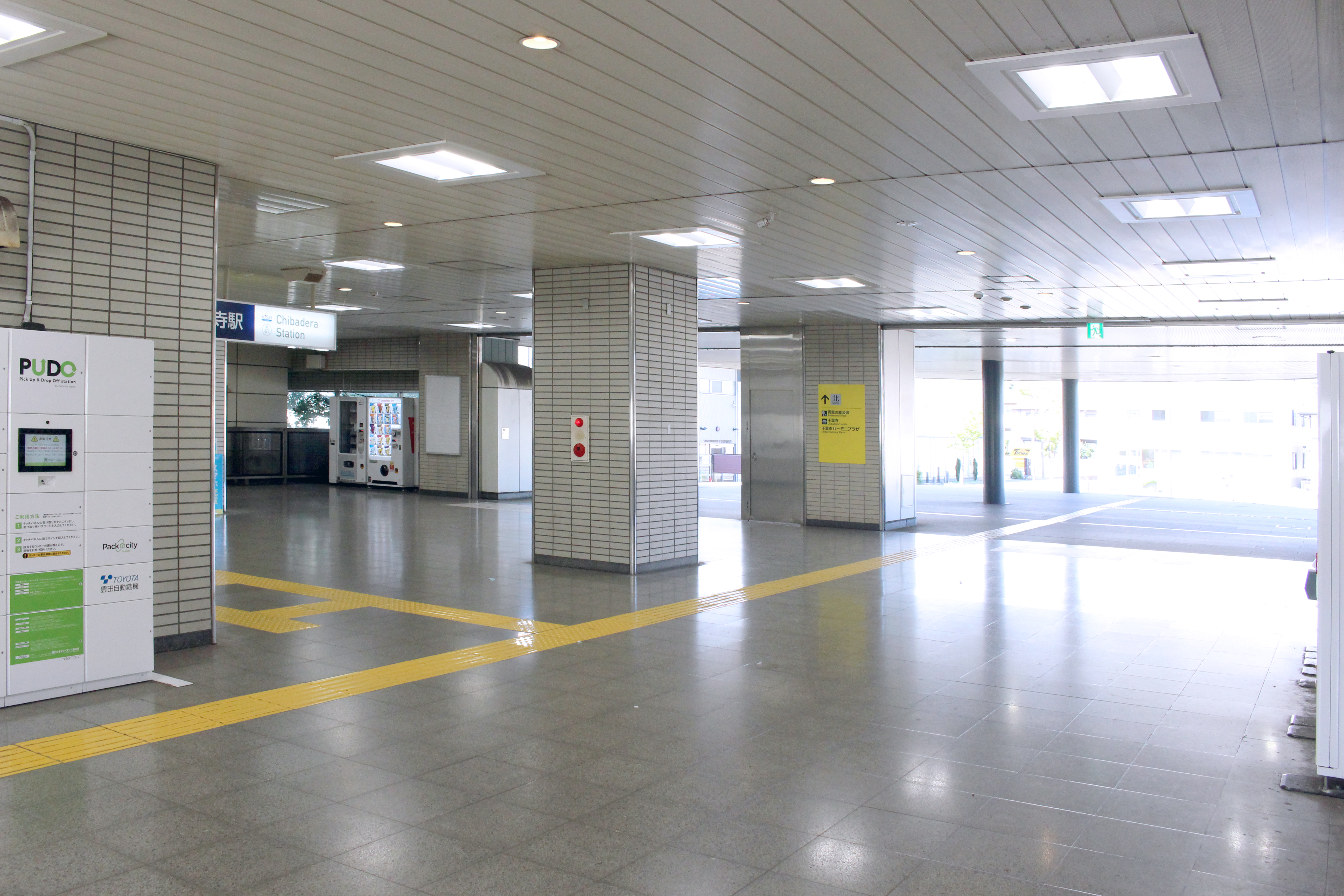
改札外コンコース（2024年9月）
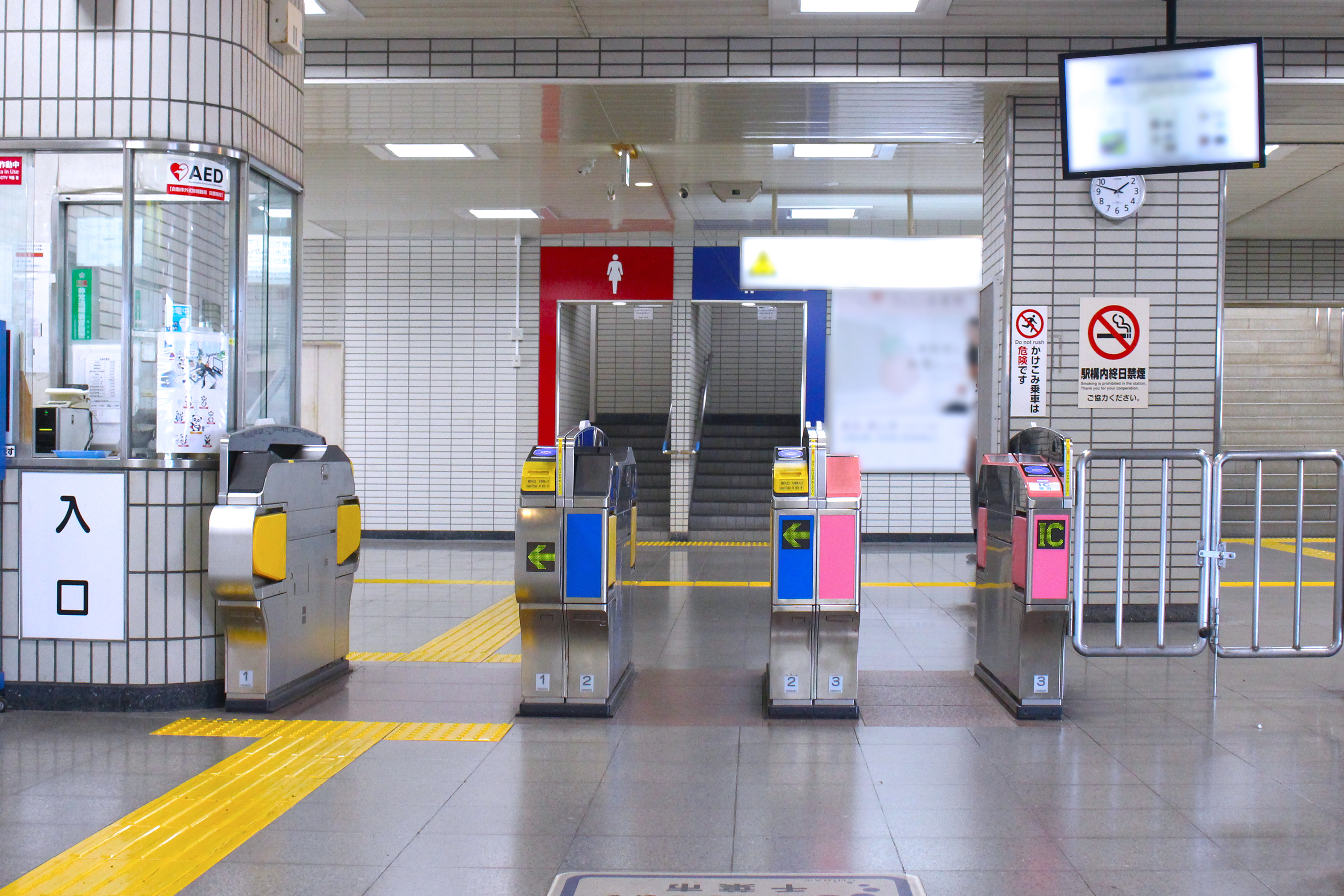
改札口（2024年9月）

### のりば
開業時は上下共用ホームを2番線（未使用ホームを1番線）としていたが、2010年代半ばのサインシステム更新の際に旧2番線を「1番線」に改番した。
京成千原線は、京成千葉線（京成千葉・京成津田沼方面）、京成本線（京成船橋・京成上野方面）との直通運転も一部実施している。駅ホームの案内標には、京成千原線との直通運転の設定がない「成田空港」「京成松戸線」も行先として表記されている。成田空港方面（京成本線）及び京成松戸線方面には京成津田沼駅にて乗換が必要となる。
| 番線 | 路線                               | 方向                               | 行先                                                             |
| ---- | ---------------------------------- | ---------------------------------- | ---------------------------------------------------------------- |
| 無番 | （未使用のため閉鎖。線路も未敷設） | （未使用のため閉鎖。線路も未敷設） | （未使用のため閉鎖。線路も未敷設）                               |
| 1    | 千原線                             | 上り                               | 京成千葉・京成津田沼・京成船橋・京成上野・ 成田空港・ 松戸線方面 |
| 1    | 千原線                             | 下り                               | ちはら台方面                                                     |

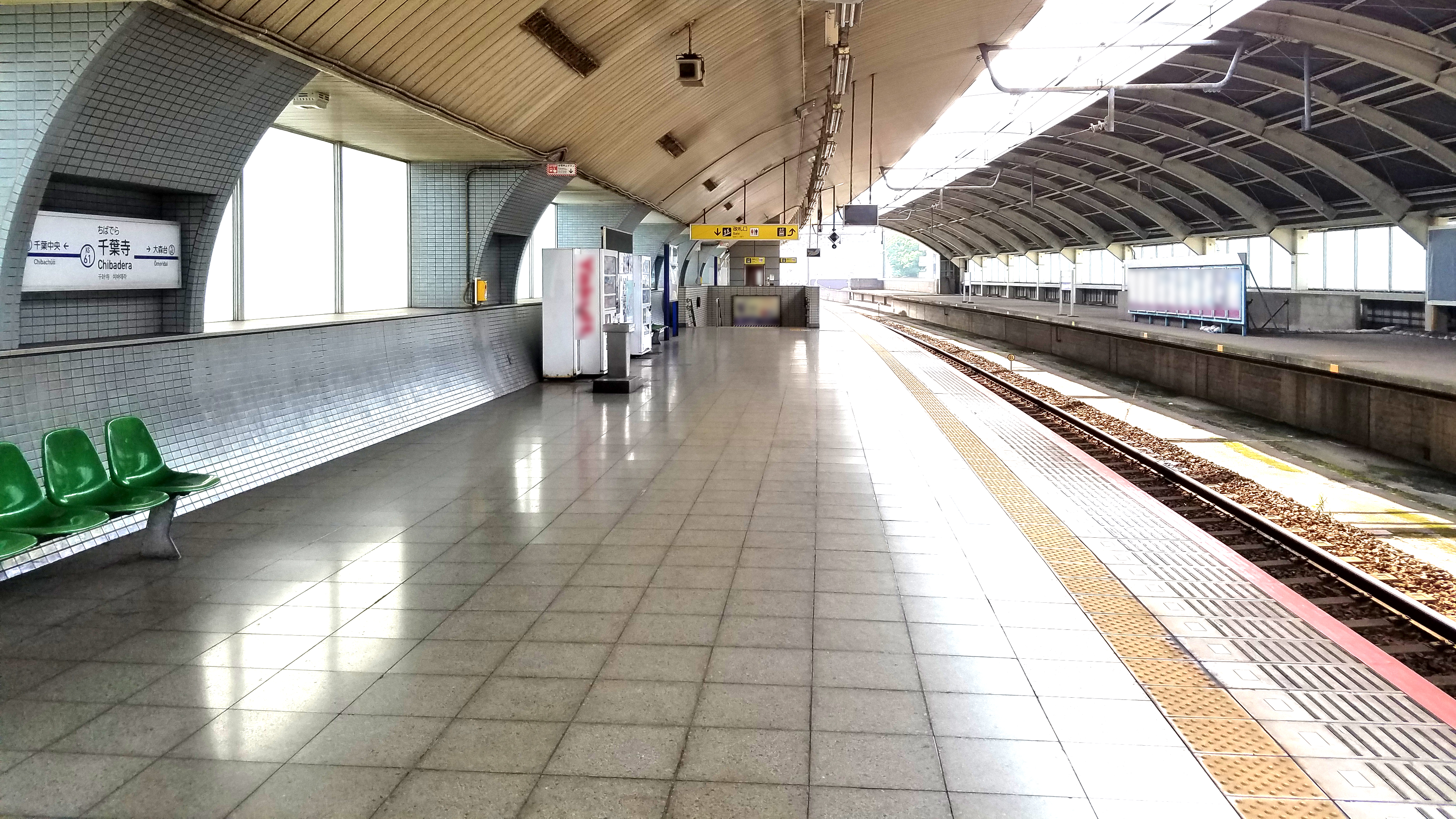
駅ホーム（2020年8月）
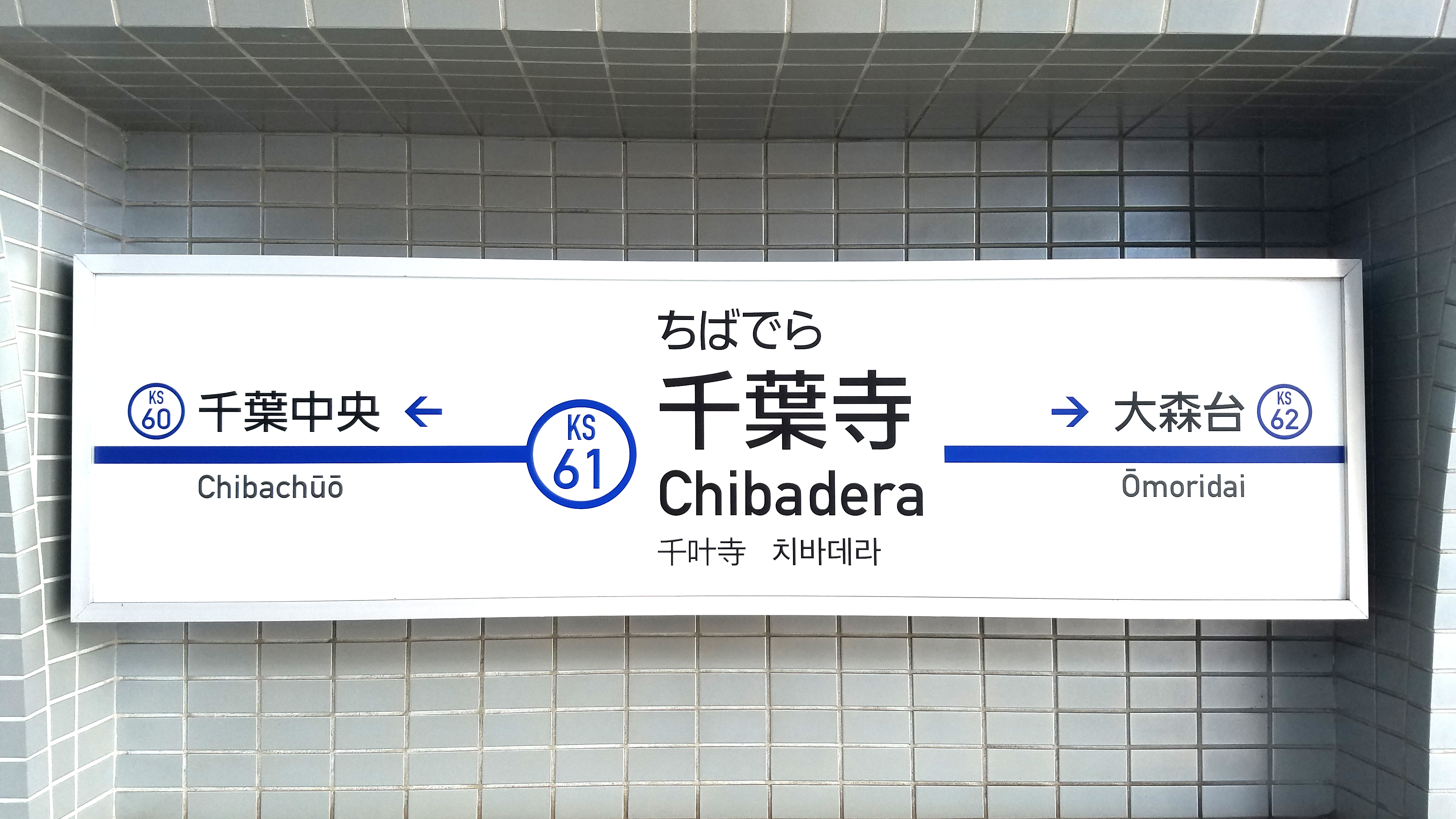
駅名標（2020年8月）

## 利用状況
2024年度の1日平均乗降人員は5,353人である。近年の1日平均乗降・乗車人員推移は下表の通り。
| 年度               | 1日平均 乗降人員 | 1日平均 乗車人員 | 出典              |
| ------------------ | ---------------- | ---------------- | ----------------- |
| 1992年（平成04年） |                  | 439              | [ 千葉県統計 1 ]  |
| 1993年（平成05年） |                  | 655              | [ 千葉県統計 2 ]  |
| 1994年（平成06年） |                  | 735              | [ 千葉県統計 3 ]  |
| 1995年（平成07年） |                  | 869              | [ 千葉県統計 4 ]  |
| 1996年（平成08年） |                  | 930              | [ 千葉県統計 5 ]  |
| 1997年（平成09年） |                  | 992              | [ 千葉県統計 6 ]  |
| 1998年（平成10年） |                  | 1,063            | [ 千葉県統計 7 ]  |
| 1999年（平成11年） |                  | 1,078            | [ 千葉県統計 8 ]  |
| 2000年（平成12年） |                  | 1,239            | [ 千葉県統計 9 ]  |
| 2001年（平成13年） |                  | 1,447            | [ 千葉県統計 10 ] |
| 2002年（平成14年） | 2,965            | 1,522            | [ 千葉県統計 11 ] |
| 2003年（平成15年） | 3,166            | 1,619            | [ 千葉県統計 12 ] |
| 2004年（平成16年） | 3,424            | 1,704            | [ 千葉県統計 13 ] |
| 2005年（平成17年） | 3,439            | 1,714            | [ 千葉県統計 14 ] |
| 2006年（平成18年） | 3,479            | 1,729            | [ 千葉県統計 15 ] |
| 2007年（平成19年） | 3,640            | 1,805            | [ 千葉県統計 16 ] |
| 2008年（平成20年） | 3,838            | 1,903            | [ 千葉県統計 17 ] |
| 2009年（平成21年） | 3,931            | 1,951            | [ 千葉県統計 18 ] |
| 2010年（平成22年） | 3,959            | 1,963            | [ 千葉県統計 19 ] |
| 2011年（平成23年） | 3,994            | 1,985            | [ 千葉県統計 20 ] |
| 2012年（平成24年） | 4,162            | 2,067            | [ 千葉県統計 21 ] |
| 2013年（平成25年） | 4,362            | 2,171            | [ 千葉県統計 22 ] |
| 2014年（平成26年） | 4,551            | 2,278            | [ 千葉県統計 23 ] |
| 2015年（平成27年） | 4,713            | 2,362            |                   |
| 2016年（平成28年） | 4,747            | 2,382            |                   |
| 2017年（平成29年） | 4,907            | 2,464            |                   |
| 2018年（平成30年） | 4,872            | 2,434            |                   |
| 2019年（平成31年） | 4,907            | 2,469            |                   |
| 2020年（令和02年） | 3,921            | 1,972            |                   |
| 2021年（令和03年） | 4,287            | 2,152            |                   |
| 2022年（令和04年） | 4,736            | 2,378            |                   |
| 2023年（令和05年） | 5,142            | 2,582            |                   |
| 2024年（令和06年） | 5,353            | 2,694            |                   |

備考
1. ↑  1992年4月1日開業。

## 駅周辺

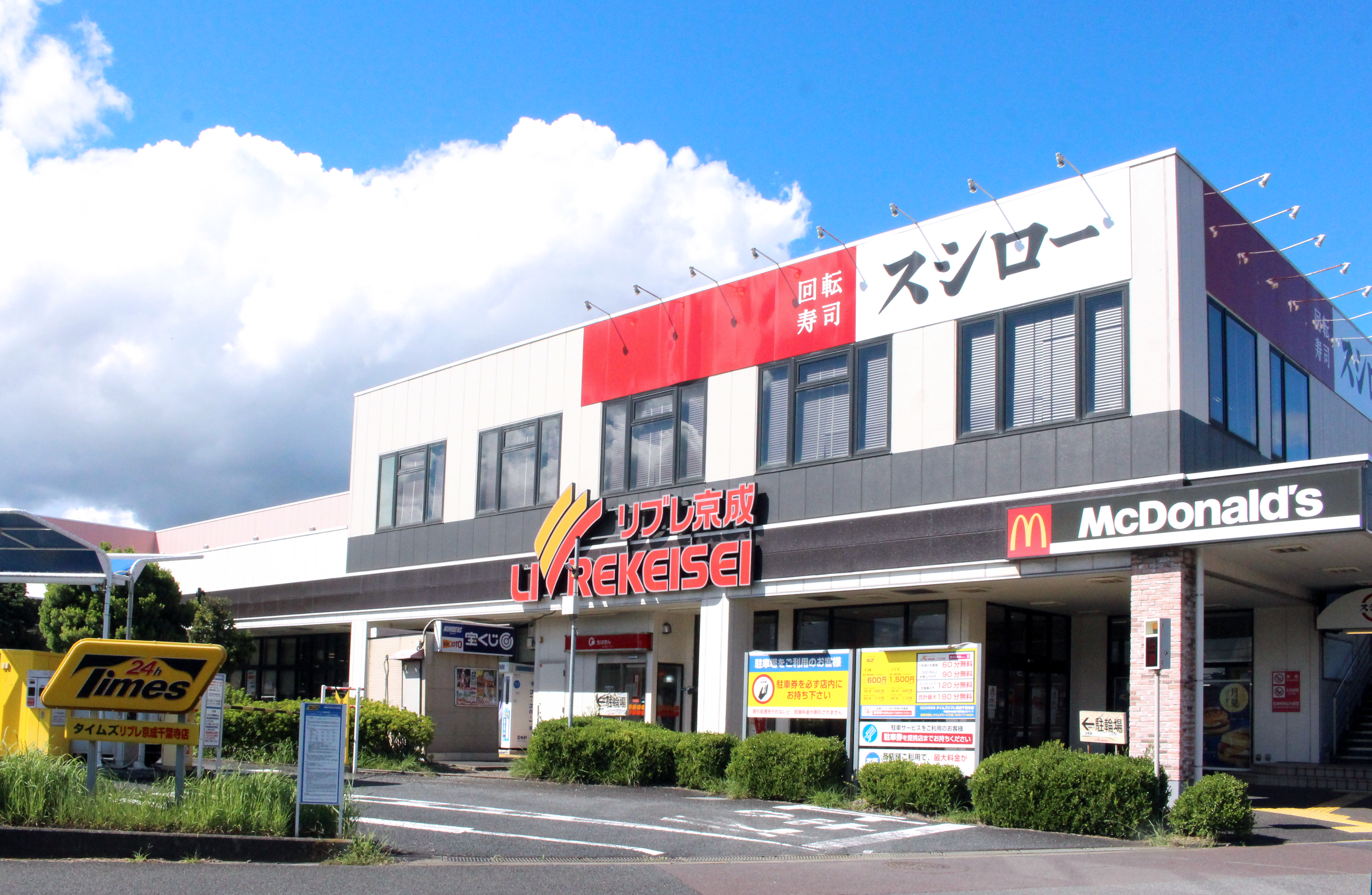
リブレ京成 千葉寺店（南口近接）

駅南側に約1キロメートル（km）進むと蘇我駅（JR東日本）がある。当駅との連絡運輸はない。
駅西側には京葉道路（松ヶ丘インターチェンジ）・国道16号があり、駅北側に千葉県道20号千葉大網線が通る。

### 北側
- 千葉県警察 機動装備センター
- 千葉中央警察署 千葉寺駅前交番
- 千葉市ハーモニープラザ（男女共同参画と福祉に関する複合施設）
  - 多目的ホール
  - 男女共同参画センター
  - ことぶき大学社会福祉研修センター
- 千葉県立千葉中学校・高等学校
- 千葉市立葛城中学校
- 千葉市立末広中学校
- 千葉市立星久喜小学校
- 千葉寺町郵便局
- 中村古峡記念病院
- 千葉市立青葉病院
  - 千葉市青葉看護専門学校
- 柏戸病院
- ミナーレ本千葉
  - リブレ京成 ミナーレ本千葉店
  - ヤックスドラッグ 本千葉店
- トップマート 末広店
- ジェーソン 千葉末広店
- マツモトキヨシ 千葉寺店
- 千葉寺（せんようじ） - 坂東三十三観音霊場29番札所
- 青葉の森公園
  - 千葉県立中央博物館
  - 青葉の森公園芸術文化ホール
  - 青葉の森スポーツプラザ野球場・陸上競技場・庭球場・弓道場
  - 荒久古墳

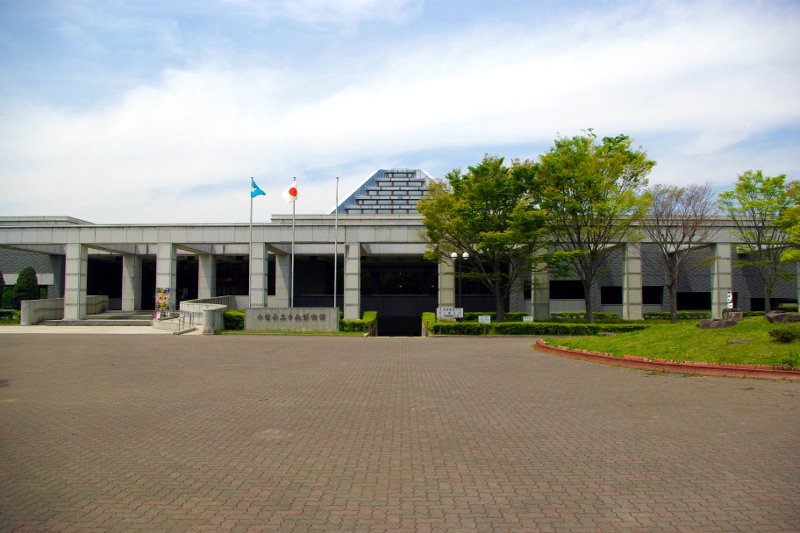
千葉県立中央博物館
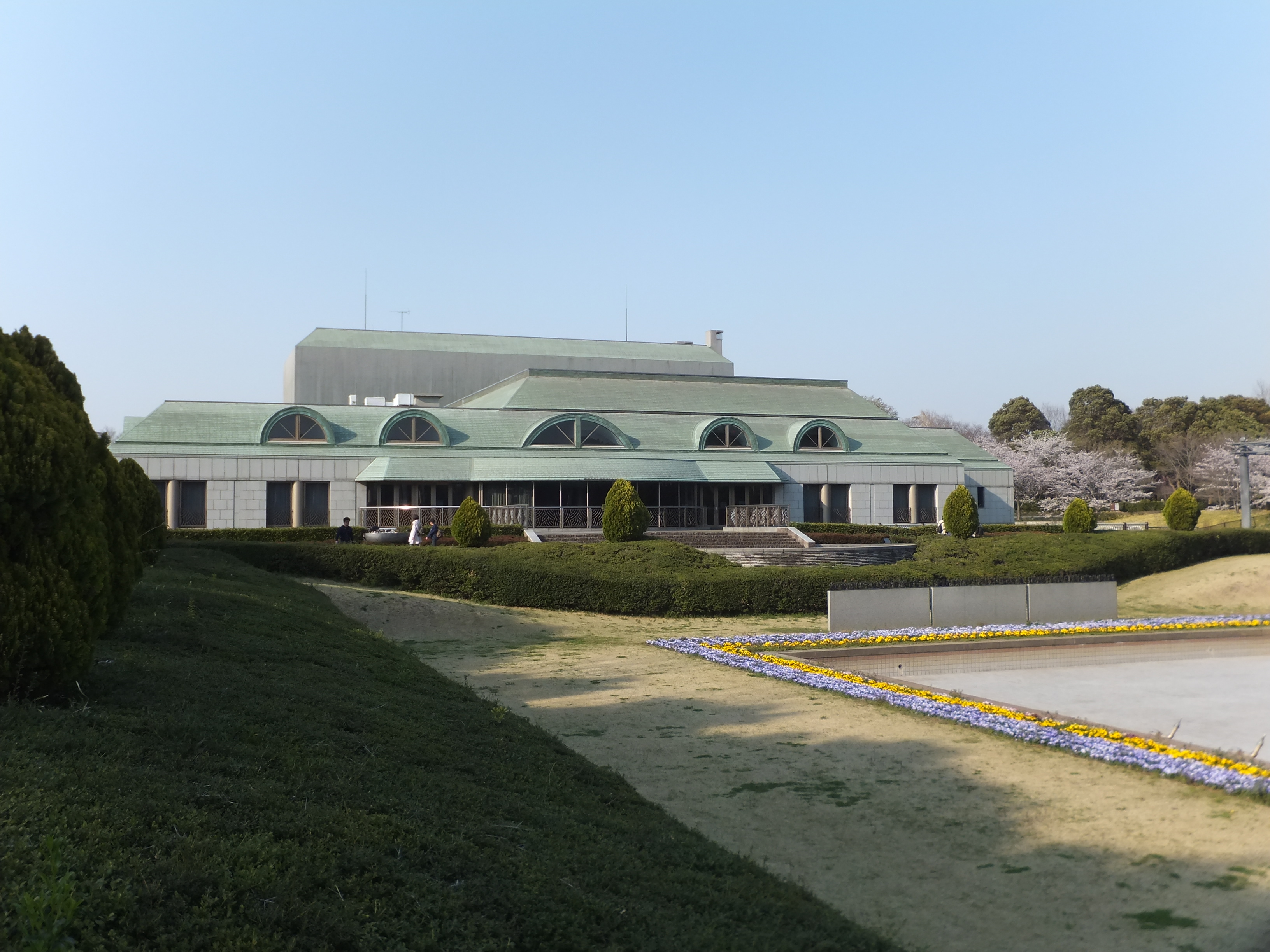
青葉の森公園芸術文化ホール
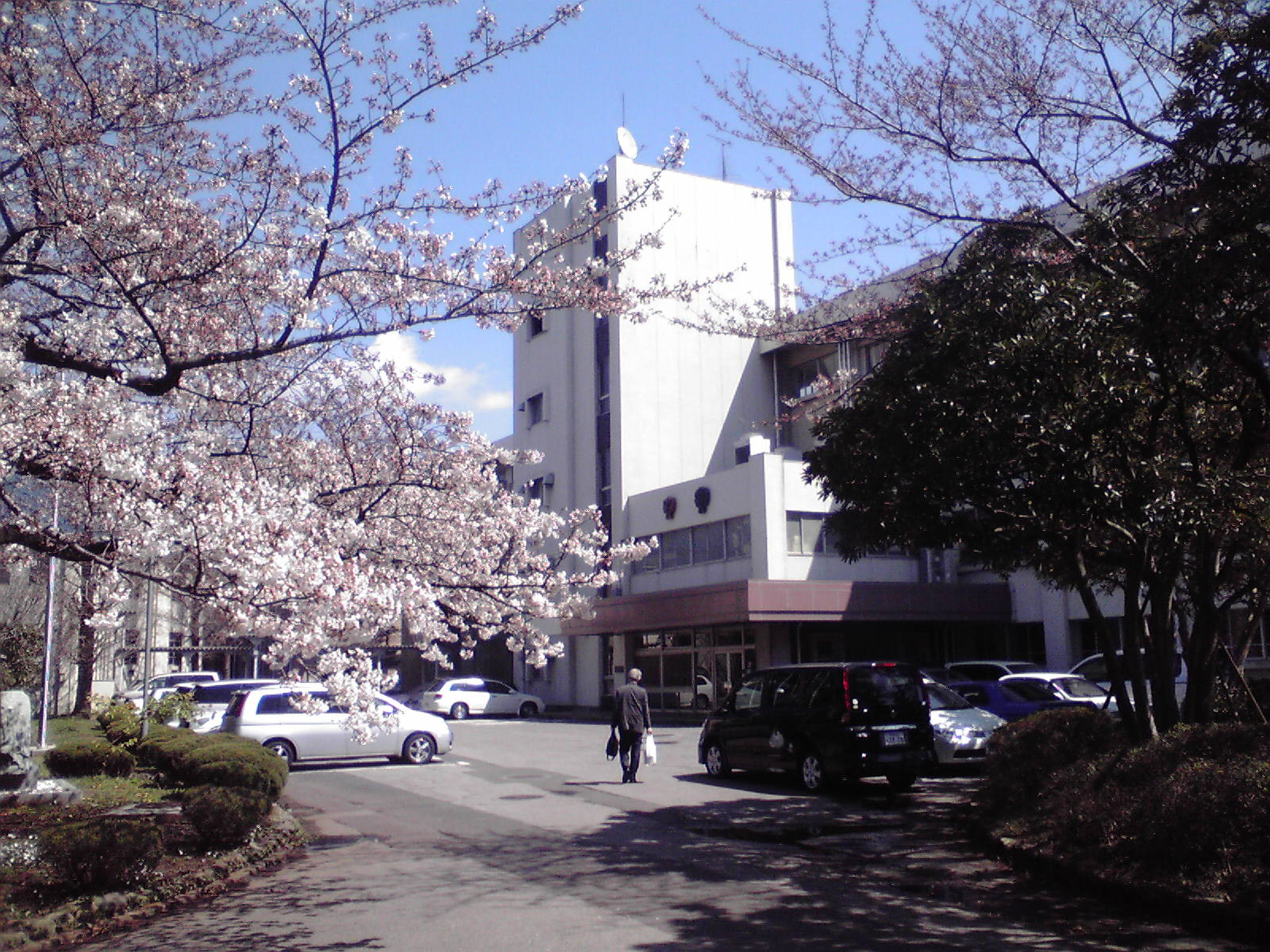
千葉県立千葉中学校・高等学校
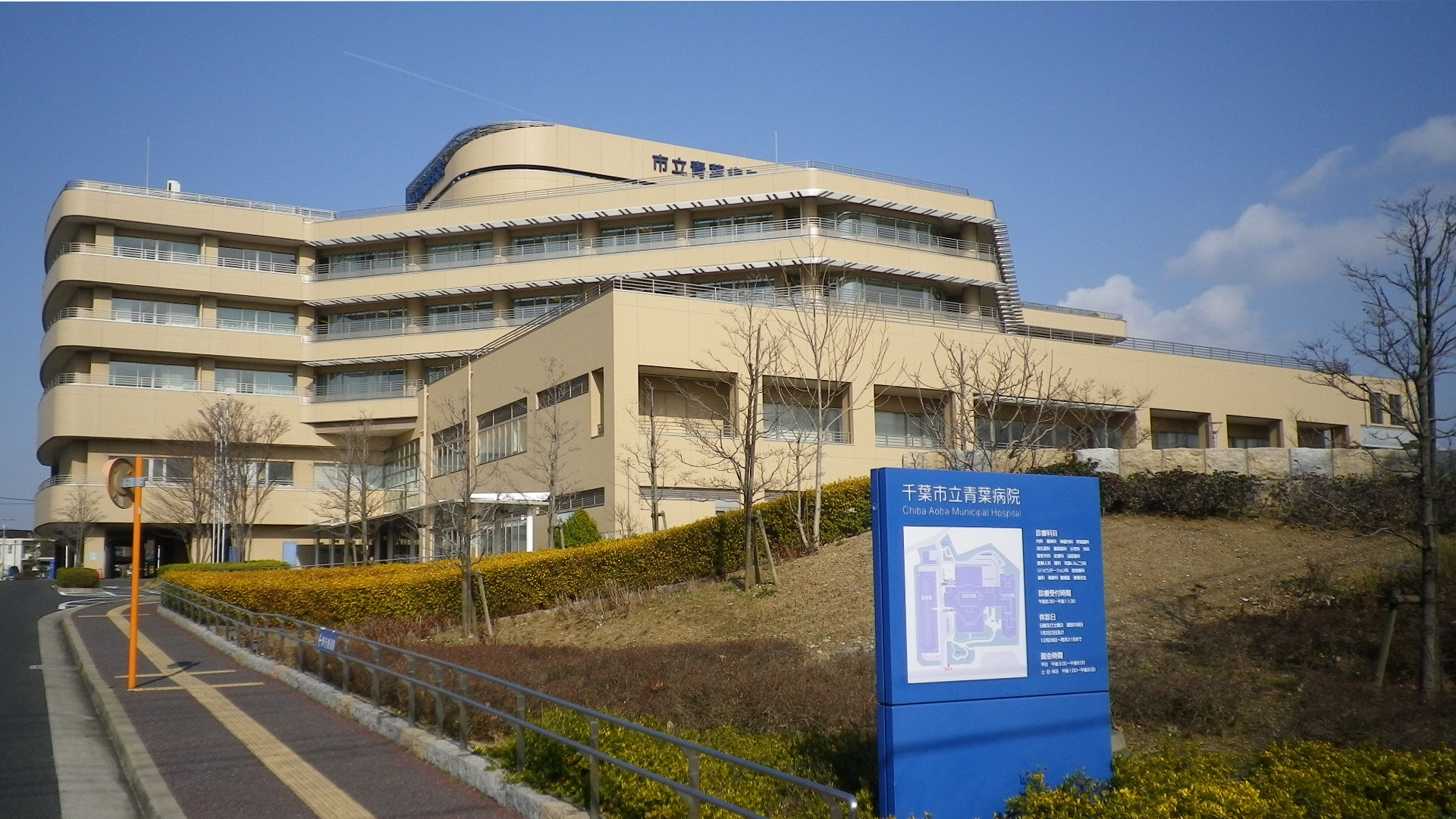
千葉市立青葉病院
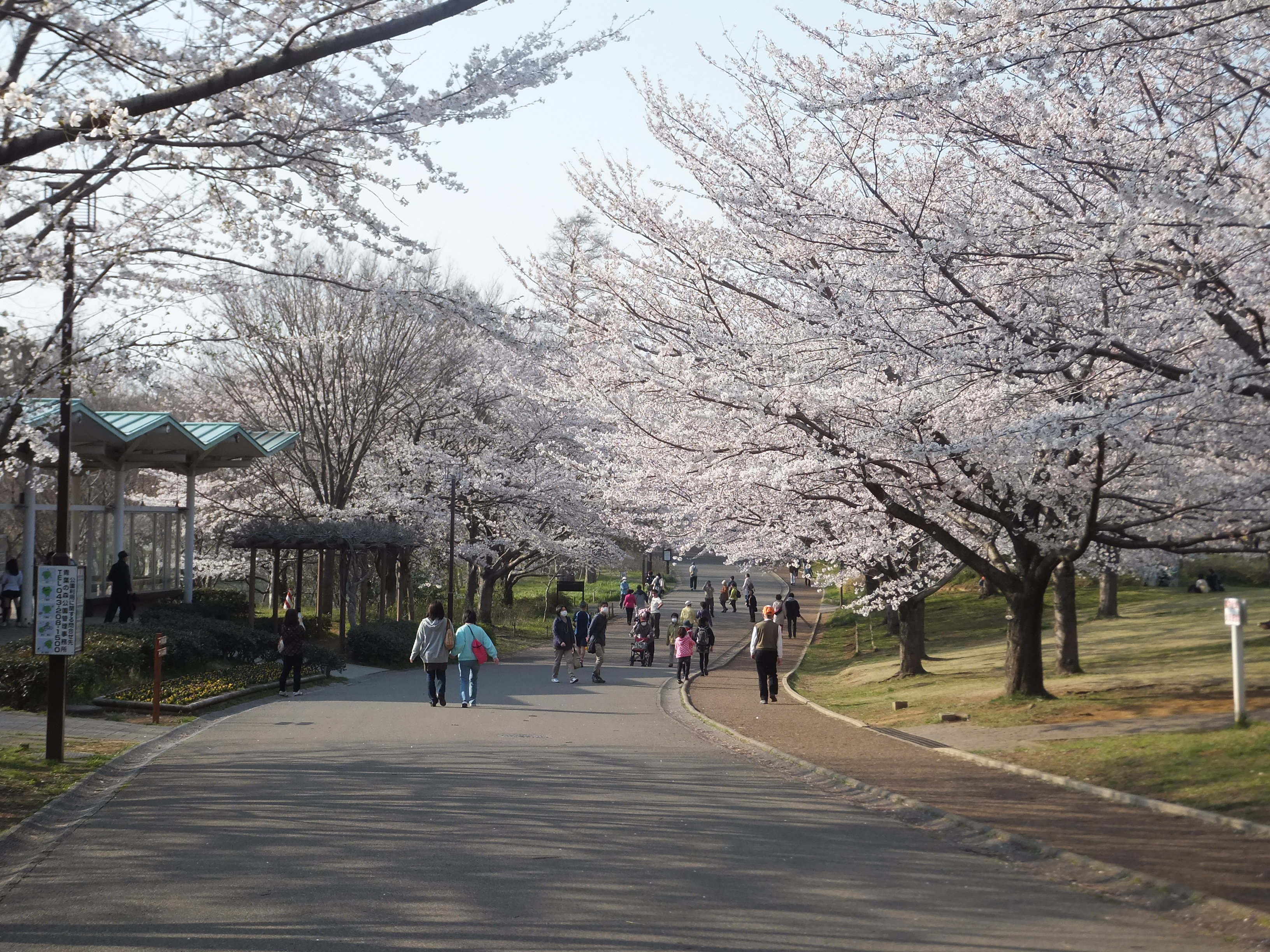
青葉の森公園

### 南側
- 千葉県企業局 千葉水道事務所
- 千葉市立宮崎小学校
- 千葉メディカルセンター
  - 千葉中央看護専門学校
- 千葉宮崎郵便局
- フォルテ蘇我
  - ベルク フォルテ蘇我店
  - マツモトキヨシ フォルテ蘇我店

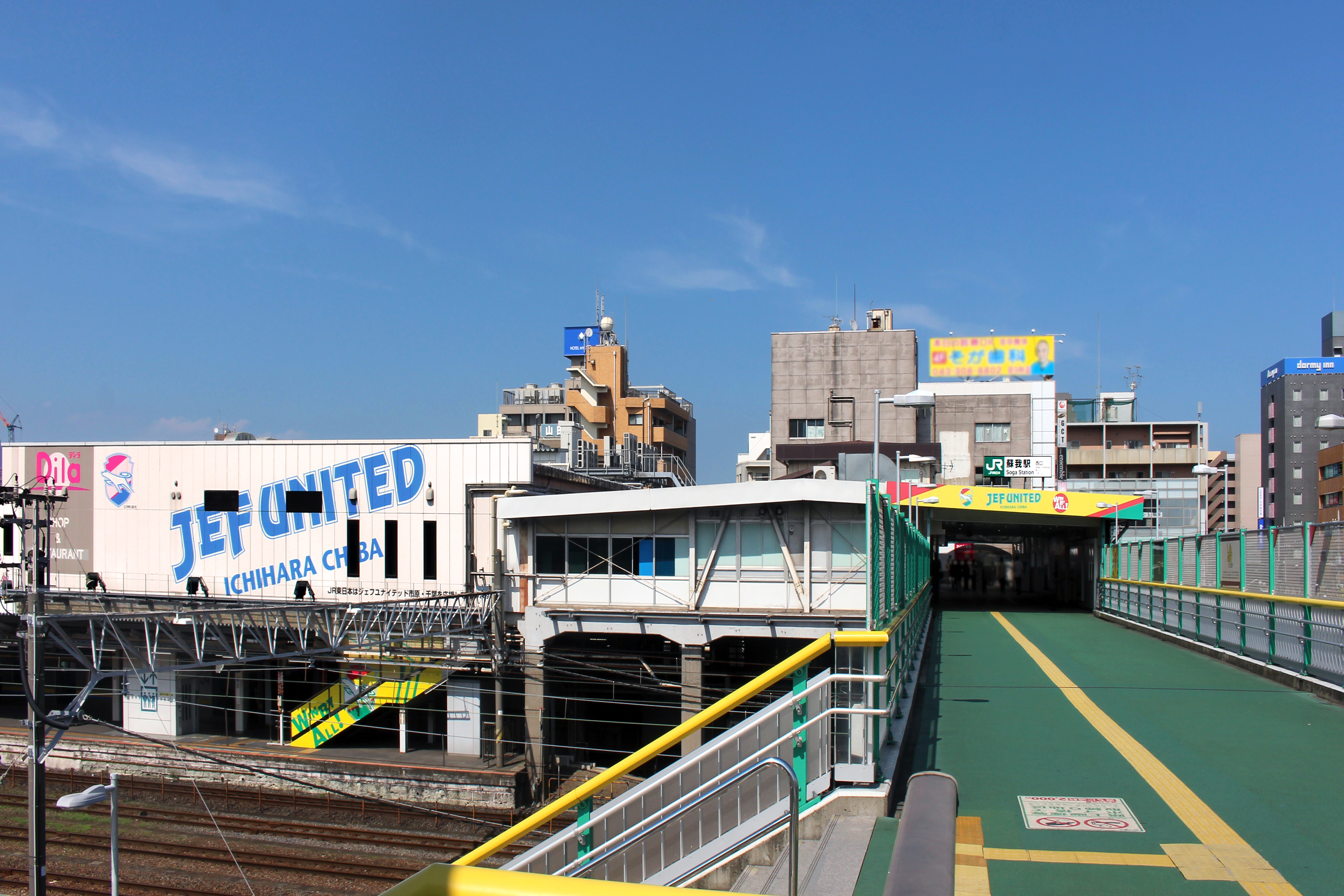
ハーバーシティ蘇我（当駅からアリオ蘇我街区までの循環バスが発着 ※運行は小湊鉄道に委託）
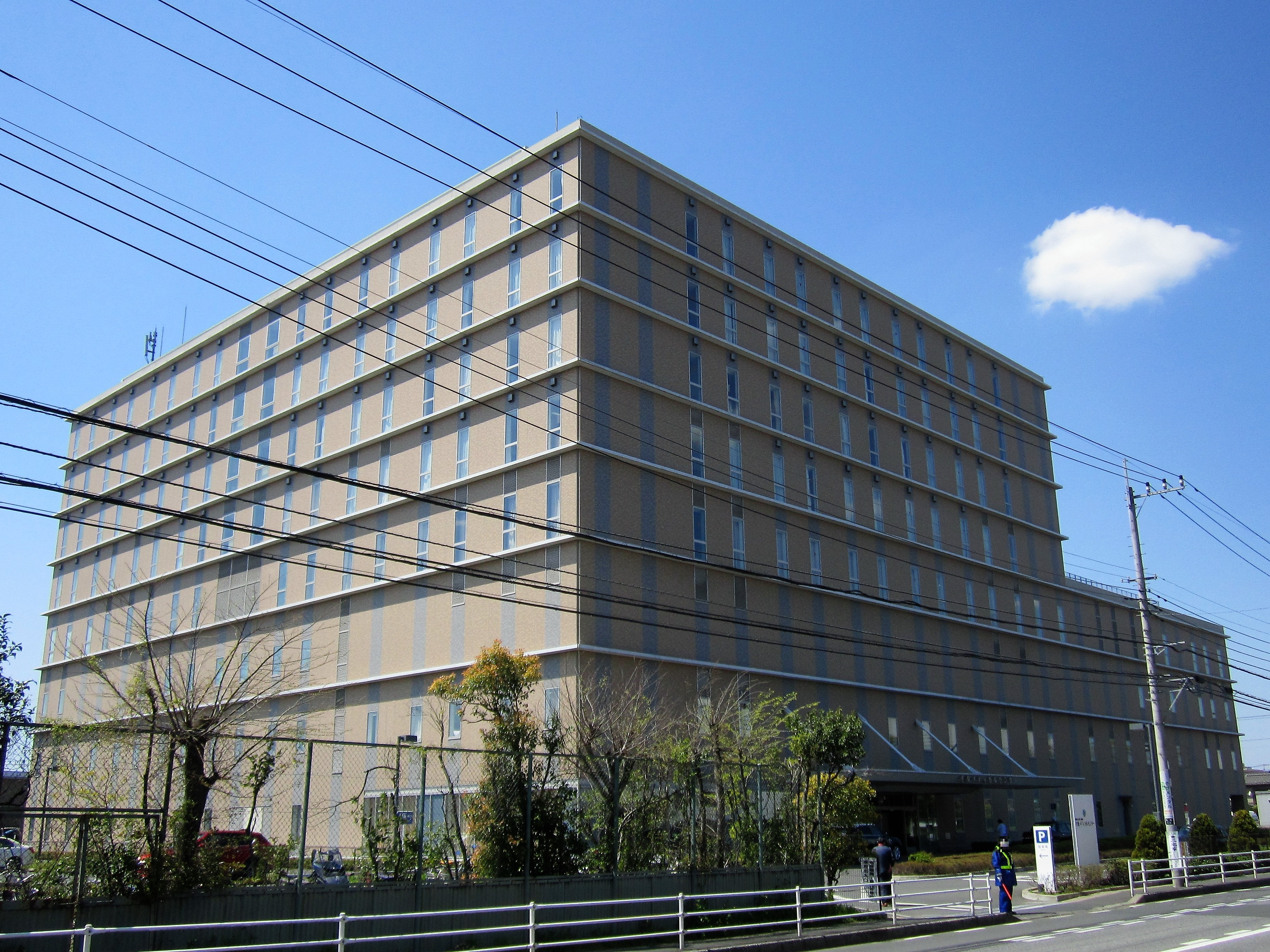
千葉メディカルセンター

- リブレ京成 千葉寺店
- 全日食チェーン 曽根商店
- 肉の万世 千葉蘇我店
- セイムス 蘇我店
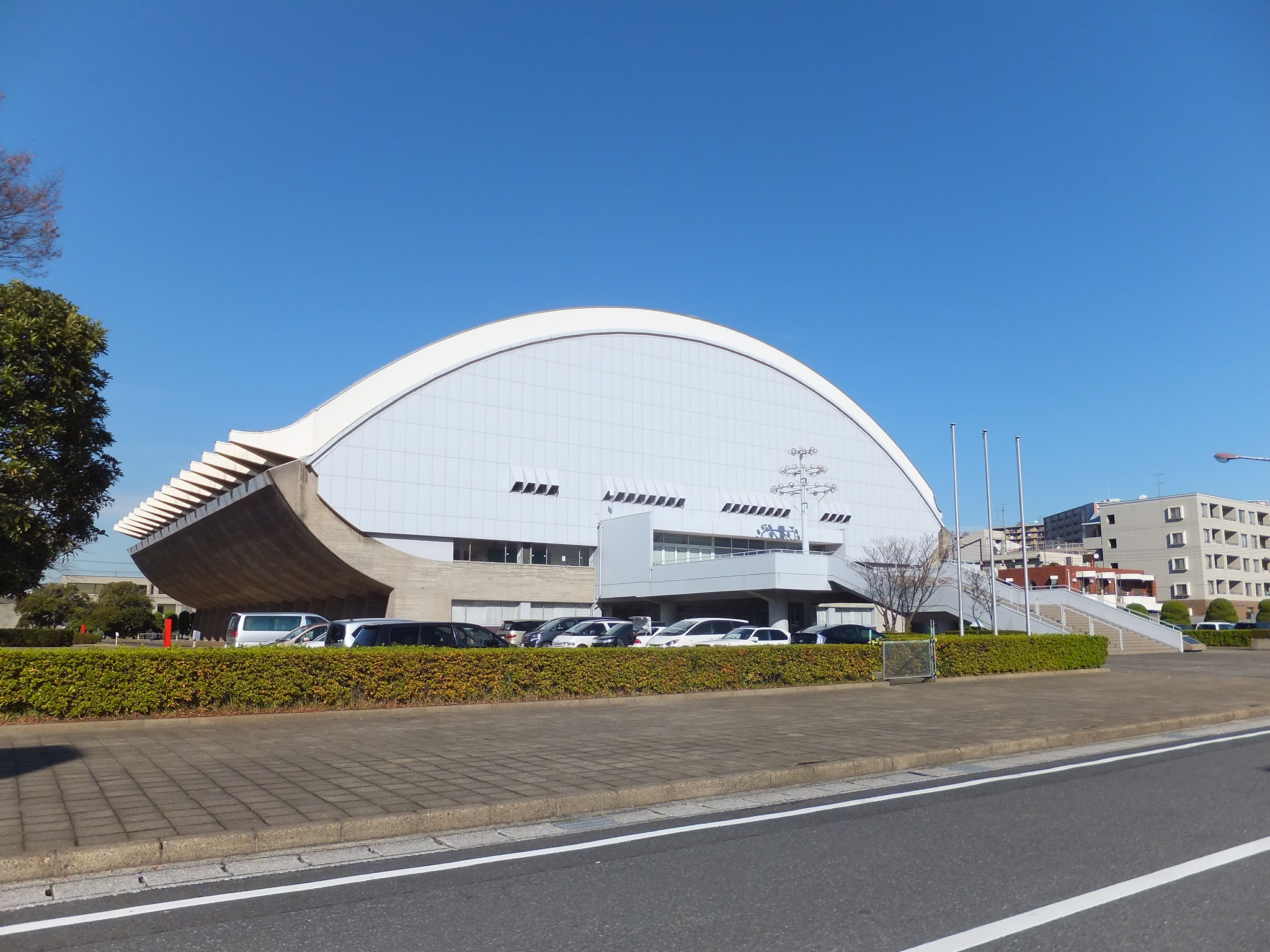
JFE体育館
- 石橋記念公園
- 菰池公園・野球場

- 蘇我駅（JR東日本）
- 千葉メディカルセンター
- JFE体育館

## バス路線
| のりば       | 主要経由地                   | 行先             | 運行会社                      |
| ------------ | ---------------------------- | ---------------- | ----------------------------- |
| 千葉寺駅     | ハーモニープラザ・中央博物館 | 千葉大学病院     | 小湊鉄道 京成バス千葉イースト |
| 千葉寺駅     | 宮崎一丁目                   | 蘇我駅東口       | 小湊鉄道 京成バス千葉イースト |
| 千葉寺駅     | アリオ蘇我                   | 千葉みなと駅西口 | 九十九里鐵道                  |
| 千葉寺駅入口 | 千葉寺・県庁前               | 千葉駅           | 小湊鉄道                      |
| 千葉寺駅入口 | 宮崎一丁目・蘇我病院前       | 大巌寺           | 小湊鉄道                      |

## 隣の駅
京成電鉄
 千原線
千葉中央駅 (KS60) - 千葉寺駅 (KS61) - 大森台駅 (KS62)

### 記事本文

### 利用状況
京成電鉄の1日平均利用客数
1. 1 2 3 4 5  京成電鉄株式会社. “駅別乗降人員（2024年度1日平均）” (pdf). 2025年5月5日閲覧。
2. ↑  京成電鉄株式会社. “駅別乗降人員（平成27年度1日平均）” (pdf). 2016年10月11日時点のオリジナルよりアーカイブ。2023年7月8日閲覧。
3. ↑  京成電鉄株式会社. “駅別乗降人員（平成28年度1日平均）”. 2018年2月23日時点のオリジナルよりアーカイブ。2023年7月8日閲覧。
4. 1 2  京成電鉄株式会社. “駅別乗降人員（2017年度1日平均）” (pdf). 2020年6月13日時点のオリジナルよりアーカイブ。2023年7月8日閲覧。
5. 1 2  京成電鉄株式会社. “駅別乗降人員（2018年度1日平均）” (pdf). 2020年6月13日時点のオリジナルよりアーカイブ。2021年5月30日閲覧。
6. 1 2  京成電鉄株式会社. “駅別乗降人員（2019年度1日平均）” (pdf). 2020年6月13日時点のオリジナルよりアーカイブ。2021年5月30日閲覧。
7. 1 2  京成電鉄株式会社. “駅別乗降人員（2020年度1日平均）” (pdf). 2023年4月5日時点のオリジナルよりアーカイブ。2021年5月30日閲覧。
8. 1 2  京成電鉄株式会社. “駅別乗降人員（2021年度）” (PDF) (JP). 2022年5月16日時点のオリジナルよりアーカイブ。2022年5月22日閲覧。
9. 1 2  京成電鉄株式会社. “駅別乗降人員（2022年度1日平均）” (pdf). 2023年7月8日閲覧。
10. 1 2  京成電鉄株式会社. “駅別乗降人員（2023年度1日平均）” (pdf). 2025年5月5日閲覧。

私鉄の統計データ
1. ↑  千葉市統計書 - 千葉市
2. ↑  各種報告書 - 関東交通広告協議会
3. ↑  千葉県統計年鑑

千葉県統計年鑑
1. ↑  平成5年
2. ↑  平成6年
3. ↑  平成7年
4. ↑  平成8年
5. ↑  平成9年
6. ↑  平成10年
7. ↑  平成11年
8. ↑  平成12年
9. ↑  平成13年
10. ↑  平成14年
11. ↑  平成15年
12. ↑  平成16年
13. ↑  平成17年
14. ↑  平成18年
15. ↑  平成19年
16. ↑  平成20年
17. ↑  平成21年
18. ↑  平成22年
19. ↑  平成23年
20. ↑  平成24年
21. ↑  平成25年
22. ↑  平成26年
23. ↑  平成27年